# Fraction du flux massique
La fraction du flux massique ou variable de Hirschfelder-Curtiss ou variable de Kármán-Penner est la proportion du flux de masse d'une espèce rapporté aux flux de masse global de l'ensemble des espèces constitutives d'un milieu. Cette quantité inclut les flux de convection et de diffusion. Cette notion a été introduite par Joseph Oakland Hirschfelder et Charles Francis Curtiss en 1948 d'une part, et par Theodore von Kármán and Stanford Penner en 1954,. Cette quantité s'exprime de la façon suivante :
{\displaystyle \epsilon _{i}={\frac {\rho _{i}(v+V_{i})}{\rho v}}=c_{i}\left(1+{\frac {V_{i}}{v}}\right)}
où
- {\displaystyle c_{i}=\rho _{i}/\rho } fraction massique
- {\displaystyle v} vitesse d'ensemble
- {\displaystyle V_{i}} vitesse de diffusion
- {\displaystyle \rho _{i}} masse volumique de l'espèce i
- {\displaystyle \rho } masse volumique

Cette quantité peut être négative.
Les différentes quantités qui interviennent dans l'expression sont telles que {\displaystyle \textstyle \sum _{i}c_{i}=1\,,\quad \sum _{i}V_{i}=0}, d'où :
{\displaystyle \sum _{i}\epsilon _{i}=1}
Cette variable est utilisée dans les problèmes de combustion unidimensionnels stationnaires en lieu et place de la fraction massique. L'équation de conservation s'écrit alors :
{\displaystyle {\frac {d\epsilon _{i}}{dx}}={\frac {w_{i}}{\rho v}}}
où {\displaystyle w_{i}} est le flux de production massique de l'espèce i.

## References
- (en) Cet article est partiellement ou en totalité issu de l’article de Wikipédia en anglais intitulé « Mass-flux fraction » (voir la liste des auteurs).

1. ↑  (en) J. O. Hirschfelder et C. F. Curtiss « Theory of propagation of flames. Part I: General equations » (1948) 
—Symposium on Combustion and Flame, and Explosion Phenomena
2. ↑  (en) T. von Karman et S. S. Penner, « Fundamental approach to laminar flame propagation », sur Caltech Library Service, 1954
3. ↑  (en) T. von Karman et S. S. Penner, « The thermal theory of constant-pressure deflagration for first-order global reactions », sur Caltech Library Service, 1954
4. ↑  (en) F. A. Williams, Combustion theory, CRC Press, 2018
5. ↑  (en) S. S. Penner, Chemistry Problems in Jet Propulsion, Pergamon Press, 1957 (ISBN 978-1124019994)